# Berlin Regional Airport

i7
i11
i13
Der Berlin Regional Airport ist ein Flugplatz auf dem Gebiet von Milan im Coös County von New Hampshire, einem der Neuenglandstaaten der USA. Der Flugplatz wird von der City of Berlin betrieben und steht der allgemeinen Luftfahrt offen.

## Übersicht
Vor dem Zweiten Weltkrieg gab es direkt nördlich der Grenze zwischen Milan und Berlin am Androscoggin River ein Flugfeld. Dieses hatte im Jahr 1934 eine 600 Meter lange Piste, einen Hangar und Flugbenzin anzubieten. Nach dem Krieg wurde es verlegt. Im New Hampshire State Airport System Plan wurde Berlin Municipal als Regionalflugplatz eingeordnet, der von den meisten turbinengetriebenen Geschäftsflugzeugen benutzt werden kann. Auf dem Platz selbst waren mit Stand von Juli 2024 zehn einmotorige Propellermaschinen sowie ein Ultraleichtflugzeug stationiert.

## Lage
Der Flugplatz liegt in der Great North Woods-Region im Norden New Hampshires etwa 13 Kilometer nördlich vom Zentrum von Berlin in 354 Metern Höhe auf 44-34-31.3 Nord und 71-10-33.3 West östlich des Androscoggin Rivers. An dessen Westufer liegt Milan an der Route NH-116, von der aus der Flugplatz über eine Brücke und die East Side River Road erschlossen wird.

## Anlage
Die Bahn 18/36 ist 1585 Meter lang und 30 Meter breit, die Bahn 12/30 975 Meter lang und 23 Meter breit, asphaltiert und beleuchtet und für nicht-präzisen Instrumentenanflug ausgerüstet. Außer Wartungseinrichtungen gibt es Flugbenzin (AvGas) und Kerosin.

## Flugbewegungen
Zum Zeitpunkt der Erfassung (2019) waren 2000 Flugbewegungen örtliche Flüge, 1500 waren Zwischenaufenthalte. Dazu kamen 50 Flüge des Militärs sowie zehn Lufttaxiflüge. In einem Zeitraum von zwölf Monaten wurden insgesamt 3560 Flugbewegungen erfasst (Stand Februar 2023). Neben Trainingsflügen kommen dazu MedEvac– und SAR-Einsätze.

## Zwischenfälle
- Am 30. November 1954 befand sich eine Douglas DC-3 der Northeast Airlines (Vereinigte Staaten) (N17891) auf dem Weg von Laconia zum 120 km nördlich davon gelegenen Flughafen von Berlin. Im Landeanflug wurde die Maschine in den 1050 Meter hohen Mount Success geflogen, 22 Kilometer südöstlich des Ziels. Bei diesem CFIT (Controlled flight into terrain) wurden der Erste Offizier und ein Mitarbeiter der Northeast Airlines getötet; der Kapitän, die Stewardess und zwei der drei Passagiere überlebten verletzt. Der Kapitän hatte zu weit vom Flughafen entfernt versucht, unter eine Wolkendecke zu gelangen, um einen Sichtanflug durchführen zu können und befand sich 13 Kilometer östlich des vorgesehenen Flugwegs.[5][6]
- Am 21. Februar 1959 startete gegen 15:30 Uhr bei Schneeschauern eine mit Angehörigen der medizinischen Fakultät des Dartmouth College besetzte Piper Comanche mit Ziel Lebanon, New Hampshire. Die Maschine musste mit vereistem Vergaser mitten in der damals straßenlosen Pemigewasset Wilderness notlanden. Beide Insassen hatten die Bruchlandung überlebt, starben jedoch vier Tage darauf. Der Unfall führte zu einer umfassenden, aber unorganisierten Suchaktion, die durch schlechtes Wetter behindert wurde. Wrack und sterbliche Überreste wurden am 5. Mai desselben Jahres entdeckt.[7]